# Pia Malo/Diskografie
Diese Diskografie ist eine Übersicht über die musikalischen Werke der deutschen Schlagersängerin Pia Malo. Ihre erfolgreichste Veröffentlichung ist das Debütalbum Leben – Lieben, das in Deutschland Rang 47 der Albumcharts erreichte.

## Alben

### Studioalben
| Jahr | Titel Musiklabel             | Höchstplatzierung, Gesamtwochen, AuszeichnungChartplatzierungen (Jahr, Titel, Musiklabel, Platzierungen, Wochen, Auszeichnungen, Anmerkungen) | Höchstplatzierung, Gesamtwochen, AuszeichnungChartplatzierungen (Jahr, Titel, Musiklabel, Platzierungen, Wochen, Auszeichnungen, Anmerkungen) | Höchstplatzierung, Gesamtwochen, AuszeichnungChartplatzierungen (Jahr, Titel, Musiklabel, Platzierungen, Wochen, Auszeichnungen, Anmerkungen) | Anmerkungen                           |
| Jahr | Titel Musiklabel             | DE | AT | CH | Anmerkungen                           |
| ---- | ---------------------------- | --- | --- | --- | ------------------------------------- |
| 2015 | Leben – Lieben Telamo (WMG)  | DE47 (1 Wo.)DE | — | — | Erstveröffentlichung: 31. Juli 2015   |
| 2017 | Du tust mir gut Telamo (WMG) | — | — | — | Erstveröffentlichung: 11. August 2017 |
| 2019 | Großstadthelden Telamo (WMG) | — | — | — | Erstveröffentlichung: 24. Mai 2019    |

## Singles

### Als Leadmusikerin
| Jahr | Titel Album                                      | Anmerkungen                                               |
| ---- | ------------------------------------------------ | --------------------------------------------------------- |
| 2015 | Der Grund warum ich träum’ Leben – Lieben        | Erstveröffentlichung: 3. April 2015                       |
| 2015 | Den Appetit holt man sich draußen Leben – Lieben | Erstveröffentlichung: 13. November 2015                   |
| 2016 | Jetzt kommt unsere Zeit Du tust mir gut          | Erstveröffentlichung: 8. Juli 2016                        |
| 2017 | Du tust mir gut                                  | Erstveröffentlichung: 21. Juli 2017                       |
| 2019 | Dem Himmel so nah Großstadthelden                | Erstveröffentlichung: 29. März 2019                       |
| 2020 | Italienische Sehnsucht –                         | Erstveröffentlichung: 25. September 2020 mit Oliver Frank |
| 2021 | Solange es Liebe wirklich gibt –                 | Erstveröffentlichung: 13. August 2021                     |

### Als Gastmusikerin
| Jahr | Titel Album                         | Anmerkungen                                                                  |
| ---- | ----------------------------------- | ---------------------------------------------------------------------------- |
| 2018 | Sommer in Deutschland Tausendmal ja | Erstveröffentlichung: 18. Mai 2018 Olaf der Flipper mit Pia Malo             |
| 2018 | Auf einmal (Weihnachtsschlager) –   | Erstveröffentlichung: 4. Dezember 2018 als Teil von Schlagerstars für Kinder |

## Musikvideos
| Jahr | Titel                           | Regie            |
| ---- | ------------------------------- | ---------------- |
| 2015 | Der Grund warum ich träum       |                  |
| 2015 | Du passierst mir nicht nochmal  | Denny Schönemann |
| 2015 | Leben – Liebe                   |                  |
| 2016 | Jetzt kommt unsere Zeit         |                  |
| 2017 | Du tust mir gut                 |                  |
| 2017 | Zwei wie wir                    |                  |
| 2018 | Sommer in Deutschland           |                  |
| 2018 | Auf einmal (Weihnachtsschlager) |                  |
| 2019 | Dem Himmel so nah               |                  |
| 2019 | Großstadthelden Medley          |                  |
| 2019 | Großstadthelden                 |                  |
| 2019 | Je t’aime heißt ich liebe dich  |                  |
| 2021 | Solange es Liebe wirklich gibt  |                  |

## Promoveröffentlichungen
| Jahr | Titel Album                                    | Anmerkungen                                                                                     |
| ---- | ---------------------------------------------- | ----------------------------------------------------------------------------------------------- |
| 2012 | So stark wie die Sehnsucht Leben – Lieben      | Erstveröffentlichung: Februar 2012                                                              |
| 2012 | Du bist meine beste Freundin Leben – Lieben    | Erstveröffentlichung: Oktober 2012                                                              |
| 2015 | Leben – Lieben                                 | Erstveröffentlichung: Juli 2015                                                                 |
| 2016 | Du und der Sommer Leben – Lieben               | Erstveröffentlichung: 20. Mai 2016                                                              |
| 2017 | Du bist dabei Leben – Lieben                   | Erstveröffentlichung: 17. März 2017                                                             |
| 2017 | Zwei wie wir Du tust mir gut                   | Erstveröffentlichung: 6. Oktober 2017 mit Papa Olaf                                             |
| 2018 | Dein Herz verleiht mir Flügel Du tust mir gut  | Erstveröffentlichung: 16. Februar 2018                                                          |
| 2019 | Je t’aime heißt ich liebe dich Großstadthelden | Erstveröffentlichung: 27. September 2019 Original: The Teddy Bears – To Know Him Is to Love Him |
| 2020 | Leben, lieben, lachen Großstadthelden          | Erstveröffentlichung: 28. Februar 2020                                                          |

## Sonderveröffentlichungen
| Jahr | Titel Album                                                                                   | Anmerkungen                                                                                      |
| ---- | --------------------------------------------------------------------------------------------- | ------------------------------------------------------------------------------------------------ |
| 2012 | Wie weit fliegen die Träume Wenn der Anker fällt                                              | Erstveröffentlichung: 12. Oktober 2012 Olaf mit Tochter Pia Malo                                 |
| 2013 | 7 Tage Sonnenschein – Medley (Live) Wenn der Anker fällt – Das große Konzerterlebnis          | Erstveröffentlichung: 15. März 2013 Olaf mit Tochter Pia Malo; Original: Die Flippers            |
| 2013 | Bye bye Belinda (Live) Wenn der Anker fällt – Das große Konzerterlebnis                       | Erstveröffentlichung: 15. März 2013 Olaf mit Tochter Pia Malo; Original: Die Flippers            |
| 2013 | Das große Olaf Finale 2012 (Live) Wenn der Anker fällt – Das große Konzerterlebnis            | Erstveröffentlichung: 15. März 2013 Olaf mit Tochter Pia Malo & Sven Malolepski                  |
| 2013 | Die Rose (Live) Wenn der Anker fällt – Das große Konzerterlebnis                              | Erstveröffentlichung: 15. März 2013 Olaf mit Tochter Pia Malo; Original: Bette Midler – The Rose |
| 2013 | Sag mir wo ist der Himmel (Live) Wenn der Anker fällt – Das große Konzerterlebnis             | Erstveröffentlichung: 15. März 2013 Olaf mit Tochter Pia Malo; Original: Die Schäfer             |
| 2013 | Wie weit fliegen die Träume (Live) Wenn der Anker fällt – Das große Konzerterlebnis           | Erstveröffentlichung: 15. März 2013 Olaf mit Tochter Pia Malo                                    |
| 2013 | Warum kann nicht jeden Tag ein bisschen Weihnachten sein Ja, ist denn heut’ schon Weihnachten | Erstveröffentlichung: 27. September 2013 Olaf mit Tochter Pia Malo                               |
| 2014 | Ich bin da (ganz egal wo du auch bist) Ich mach’s wie die Sonnenuhr                           | Erstveröffentlichung: 21. März 2014 Olaf der Flipper mit Pia Malo                                |
| 2016 | Für eine bessere Welt Du bist wie Champagner – Zum Jubiläum nur das Beste                     | Erstveröffentlichung: 25. März 2016 Olaf der Flipper mit Pia Malo & Sven Malolepski              |
| 2018 | Sommer in Deutschland Tausendmal ja                                                           | Erstveröffentlichung: 10. August 2018 Olaf der Flipper mit Pia Malo                              |
| 2021 | Superhelden Liebe ist                                                                         | Erstveröffentlichung: 6. August 2021 Olaf der Flipper mit Pia Malo                               |

## Statistik

### Chartauswertung
|                     | DE    | AT    | CH    |
| ------------------- | ----- | ----- | ----- |
| Nummer-eins-Alben   | DE—DE | AT—AT | CH—CH |
| Top-10-Alben        | DE—DE | AT—AT | CH—CH |
| Alben in den Charts | DE1DE | AT—AT | CH—CH |